# Port Charlotte
Port Charlotte ist ein census-designated place (CDP) im Charlotte County im US-Bundesstaat Florida. Das U.S. Census Bureau hat bei der Volkszählung 2020 eine Einwohnerzahl von 60.625 ermittelt.

## Geographie
Port Charlotte befindet sich am Nordufer des Peace River und rund 5 Kilometer nordwestlich von Punta Gorda. Der CDP wird vom Tamiami Trail (U.S. 41) durchquert sowie von der Florida State Road 776 tangiert. Im Osten führt die Interstate 75 an Port Charlotte vorbei. Tampa befindet sich etwa 140 Kilometer nördlich des Ortes.
Mit dem Fernbussystem Thruway Motorcoach der Bahngesellschaft Amtrak besteht eine Anbindung des Ortes nach Tampa. An der dortigen Union Station erhält man Anschluss an die Züge Silver Star und Silver Meteor.

## Religionen
In Port Charlotte gibt es derzeit 70 verschiedene Kirchen aus 30 unterschiedlichen Konfessionen. Unter den zu einer Konfession gehörenden Kirchen ist die Baptistengemeinde mit 13 Kirchen am stärksten vertreten. Außerdem gibt es 6 zu keiner Konfession gehörende Kirchen (Stand: 2004).

## Demographische Daten
Laut der Volkszählung 2010 verteilten sich die damaligen 54.392 Einwohner auf 29.408 Haushalte. Die Bevölkerungsdichte lag bei 941 Einw./km². 84,8 % der Bevölkerung bezeichneten sich als Weiße, 9,3 % als Afroamerikaner, 0,3 % als Indianer und 1,6 % als Asian Americans. 1,8 % gaben die Angehörigkeit zu einer anderen Ethnie und 2,3 % zu mehreren Ethnien an. 8,7 % der Bevölkerung bestand aus Hispanics oder Latinos.
Im Jahr 2010 lebten in 22,3 % aller Haushalte Kinder unter 18 Jahren sowie 44,2 % aller Haushalte Personen mit mindestens 65 Jahren. 63,8 % der Haushalte waren Familienhaushalte (bestehend aus verheirateten Paaren mit oder ohne Nachkommen bzw. einem Elternteil mit Nachkomme). Die durchschnittliche Größe eines Haushalts lag bei 2,27 Personen und die durchschnittliche Familiengröße bei 2,76 Personen.
19,6 % der Bevölkerung waren jünger als 20 Jahre, 17,6 % waren 20 bis 39 Jahre alt, 28,1 % waren 40 bis 59 Jahre alt und 34,9 % waren mindestens 60 Jahre alt. Das mittlere Alter betrug 50 Jahre. 47,9 % der Bevölkerung waren männlich und 52,1 % weiblich.
Das durchschnittliche Jahreseinkommen lag bei 40.614 $, dabei lebten 14,0 % der Bevölkerung unter der Armutsgrenze.
Im Jahr 2000 war Englisch die Muttersprache von 90,77 % der Bevölkerung, spanisch sprachen 4,41 % und 4,82 % hatten eine andere Muttersprache.

## Schulen
- Deep Creek Elementary School
- Liberty Elementary School
- Meadow Park Elementary School
- Myakka River Elementary School
- Neil Armstrong Elementary School
- Peace River Elementary School
- Murdock Middle School
- Port Charlotte Middle School
- Charlotte High School
- Port Charlotte High School
- The Academy

## Parks und Sportmöglichkeiten
Es gibt ein breites Angebot von verschiedenen Stadtparks sowie mehrere sportliche Einrichtungen sowie Spielwiesen und Möglichkeiten zum Camping. An Sportmöglichkeiten werden Softball, Baseball, Football, Basketball, Soccer und Schwimmen angeboten.

## Kliniken
- Fawcett Memorial Hospital
- Tandem Health Care of Port Charlotte
- Bon Secours St. Joseph NSG Care
- Bon Secours St. Joseph Hospital
- Charlotte Harbor Healthcare
- Harbour Health Center
- Mariner Health of Port Charlotte

## Persönlichkeiten
- Vincent Hancock (* 1989), Sportschütze
- Michelle Atherley (* 1995), Leichtathletin